# بيلي ماكيني
بيلي ماكيني هو سياسي أمريكي، ولد في 23 فبراير 1927 في أبفيل في الولايات المتحدة، وتوفي في 15 يوليو 2010 في أتلانتا في الولايات المتحدة. نشط حزبياً في الحزب الديمقراطي. وقد انتخب عضو مجلس نواب جورجيا ‏.